# Guarcino
Guarcino är en ort och kommun i provinsen Frosinone i regionen Lazio i Italien. Kommunen hade 1 553 invånare (2018).